# الخوات (مسلسل)
مسلسل عراقي درامي تدور أحداثه بين ثلاثة أخوات ومن بطولة الفنانة آلاء حسين وشهد خطاب وإيمان رضا ووفاء حسين وستار البصري ومرتضى حنيص. وإخراج أمجد زنكنة.
يتناول المسلسل عدة قضايا تخص المجتمع العراقي وأنتجته قناة الشرقية ومنصة 1001 وتم تصوير العمل في محافظة أربيل العراقية وسيتم عرضه لأول مرة بتاريخ 2023/5/22.